# Edward Mulhare
 (août 2024).
 (août 2024).
La mise en forme du texte ne suit pas les recommandations de Wikipédia : il faut le « wikifier ».
Les points d'amélioration suivants sont les cas les plus fréquents. Le détail des points à revoir est peut-être précisé sur la page de discussion.
- Les titres sont pré-formatés par le logiciel. Ils ne sont ni en capitales, ni en gras.
- Le texte ne doit pas être écrit en capitales (les noms de famille non plus), ni en gras, ni en italique, ni en « petit »…
- Le gras n'est utilisé que pour surligner le titre de l'article dans l'introduction, une seule fois.
- L'italique est rarement utilisé : mots en langue étrangère, titres d'œuvres, noms de bateaux, etc.
- Les citations ne sont pas en italique mais en corps de texte normal. Elles sont entourées par des guillemets français : « et ».
- Les listes à puces sont à éviter, des paragraphes rédigés étant largement préférés. Les tableaux sont à réserver à la présentation de données structurées (résultats, etc.).
- Les appels de note de bas de page (petits chiffres en exposant, introduits par l'outil «  Source ») sont à placer entre la fin de phrase et le point final[comme ça].
- Les liens internes (vers d'autres articles de Wikipédia) sont à choisir avec parcimonie. Créez des liens vers des articles approfondissant le sujet. Les termes génériques sans rapport avec le sujet sont à éviter, ainsi que les répétitions de liens vers un même terme.
- Les liens externes sont à placer uniquement dans une section « Liens externes », à la fin de l'article. Ces liens sont à choisir avec parcimonie suivant les règles définies. Si un lien sert de source à l'article, son insertion dans le texte est à faire par les notes de bas de page.
- La présentation des références doit suivre les conventions bibliographiques. Il est recommandé d'utiliser les modèles {{Ouvrage}}, {{Chapitre}}, {{Article}}, {{Lien web}} et/ou {{Bibliographie}}. Le mode d'édition visuel peut mettre en forme automatiquement les références.
- Insérer une infobox (cadre d'informations à droite) n'est pas obligatoire pour parachever la mise en page.

Pour une aide détaillée, merci de consulter Aide:Wikification.
Si vous pensez que ces points ont été résolus, vous pouvez retirer ce bandeau et améliorer la mise en forme d'un autre article.
Edward Mulhare, né le 8 avril 1923 à Cork en Irlande et mort le 24 mai 1997 dans le quartier de Van Nuys à Los Angeles aux États-Unis, est un acteur irlandais. Il a notamment joué le rôle de Devon Miles dans la série télévisée K 2000. Il est mort d'un cancer du poumon à 74 ans.

## Jeunesse et début de carrière
Edward Mulhare, l'un des trois frères Mulhare, est né au 22, Quaker Road, Cork, comté de Cork, Irlande, de John et Catherine (née Keane) Mulhare. Enfant, il a fait ses études à l'école des Frères chrétiens de Saint Nessan, puis au monastère du nord. Il a commencé des études en médecine à l'Université nationale d'Irlande, mais a abandonné pour le théâtre. 
Après avoir joué dans diverses salles irlandaises, dont le Gate Theatre de Dublin, il s'installe à Londres, où il travaille avec Orson Welles et John Gielgud. Il a partagé la vedette avec Orson Welles dans une production de 1951 de Othello, et a joué Pygmalion avant d'aller en Amérique.
En 1955, Edward Mulhare a joué le rôle de James Finnegan dans le premier long métrage produit en Israël : La colline 24 ne répond plus.
Son rôle le plus connu fut celui du professeur Higgins dans la production originale de Broadway de My Fair Lady.  Edward Mulhare était la doublure de Harrison jusqu'à 1957. Il reprend le rôle et continue de le jouer pendant trois ans, à New York, pour 1 000 représentations, puis lors d'une tournée internationale, jusqu'en Russie. Il a continué à jouer ce rôle dans les théâtres d'été et en tournée dans les années 1970. 
Une représentation prévue sur le campus universitaire d'East Lansing devait être annulée en raison du blizzard. Elle fut maintenue : un message envoyé aux étudiants indiquait que toute personne qui y accéderait, pouvait assister gratuitement à la représentation. Il y eut 4 000 spectateurs.  Beaucoup sont arrivés sur des skis, ont raconté Mulhare et Anne Rogers sur The Irv Kupcinet Show dans une interview de 1978. Mulhare et Rogers ont poursuivi leur partenariat d'acteurs, dans les rôles du roi Arthur et de Guenièvre à Camelot.

## Acteur de télévision
Sa première apparition à la télévision remonte à 1956, dans une production des aventures de Robin des Bois. Il était un panéliste invité en 1958 et 1963, sur le jeu télévisé CBS What's My Line?. En 1965, il revient à Hollywood, dans des films et des émissions de télévision. Il joue dans L'Express du colonel Von Ryan en 1965, Notre homme Flint en 1966 et Opération Caprice en 1967. Il a joué dans des programmes télévisés, y compris l'épisode de 12 O'Clock High (en), siren voice, dans le rôle du colonel de la Luftwaffe Kurt Halland. Dans Madame et son fantôme, une sitcom surnaturelle diffusée de 1968 à 1970, il a joué le rôle du capitaine Daniel Gregg ; Rex Harrison avait créé le rôle du « fantôme » dans le film original de 1947.
En 1969, Mulhare a joué dans Gidget Grows Up, une comédie américaine faite pour la télévision avec Karen Valentine dans le rôle titre. Il joue Alex Mac Laughlin, un amant de Gidget. Harlan Carraher, qui a joué Jonathan Muir dans Madame et son fantôme avec Edward, a également un petit rôle.
Il a également joué dans Opération Terra, un épisode de la première série Battlestar Galactica.
Mulhare est connu pour avoir joué Devon Miles, directeur de la Foundation for Law and Government, dans Knight Rider (K2000) (1982-1986), aux côtés de David Hasselhoff.
Au milieu des années 1980, Mulhare a animé la série télévisée Secrets & Mysteries (en), un magazine qui examinait les mystères historiques et le paranormal.

## Filmographie partielle

### Cinéma
- 1947 : Captain Boycott (en), film britannique réalisé par Frank Launder : le secrétaire de Foster
- 1955 : La colline 24 ne répond plus (en hébreu : Giv'a 24 Eina Ona), film britannico-israélien réalisé par Thorold Dickinson : James Finnegan
- 1964 : Signpost to Murder, film américain réalisé par George Englund : Dr. Mark Fleming
- 1965 : L'Express du colonel von Ryan (Von Ryan's Express), film américain réalisé par Mark Robson : le capitaine Costanzo
- 1966 : Le Mystère des treize (Eye of the Devil), film britannique réalisé par J. Lee Thompson : Jean-Claude Ibert
- 1966 : Notre homme Flint, film américain réalisé par Daniel Mann.
- 1967 : Opération Caprice (Caprice), film américain réalisé par Frank Tashlin : Sir Jason Fox
- 1982 : Megaforce, film américain réalisé par Hal Needham : Gen. Edward Byrne-White
- 1997 : Le Pied marin (Out to Sea), film américain réalisé par Martha Coolidge : Carswell

### Télévision
- 1954 : Look Up and Live de Marvin Silbersher : Gerard Manley Hopkins
- 1955 : BBC Sunday-Night Theatre, Saison 6, épisode 42 (The Ruthless Destiny, réalisé par Tony Richardson)
- 1956 : The Adventures of Aggie, Saison 1, épisode 7 (Peace and Quiet, réalisé par John Guillermin) : Philippe De Brie
- 1956-1957 : Robin des Bois, divers petits rôles dans 6 épisodes
- 1956-1957 de Ralph Smart (1956), et Robert Day (1957) : Robin des Bois : Hors-la-loi
- 1957 : The United States Steel Hour (en), Saison 5, épisode 3 (Who's Earnest?) : Algernon
- 1957 : Kraft Television Theatre (en), Saison 10, épisode 27 (Night of the Plague)
- 1957 : Kraft Television Theatre (en), Saison 10, épisode 42 (The First and the Last)
- 1957 : Lamp Unto My Feet (en) (Épisode : The Hand of God)
- 1957 : Studio One, Saison 9, épisode 29 (Eight Feet to Midnight) : Liam O'Neill
- 1960 : Startime: The Importance of Being Earnest, adaptation de la pièce d'Oscar Wilde : John Worthing
- 1961 : The Catholic Hour, Saison 1, épisode 4 : Little Moon of Alban
- 1963 : Au-delà du réel (The Outer Limits), Saison 1, épisode 5 (The Sixth Finger) : Professor Mathers
- 1963 : Mr. Novak, Saison 1, épisode 15 (He Who Can Does) : Rand Hardy
- 1965 : Convoy, Saison 1, épisode 6 (The Duel) : Captain Kurt Von Krug
- 1965 : Daniel Boone, Saison 1, épisode 23 (The Ben Frnklin Encounter) : Amiral Lord Clydesdale
- 1965 : Daniel Boone, Saison 2, épisode 1 (Empire of the Lost) : Colonel Worthing
- 1966 : The Farmer's Daughter, Saison 1, épisode 23 (Katy and the Prince) : Wolfgang
- 1966 : Match contre la vie (Run for Your Life), Saison 1, épisode 29 (The Savage Machines) : Clive Darrell
- 1966 : 12 O'Clock High (en), Saison 2, épisode 29 (Siren Voices) : Kurt Halland
- 1966 : 12 O'Clock High (en), Saison 3, épisode 14 (The Duel at Mont Sainte Marie) : Colonel Schotten
- 1966 : Annie, agent très spécial (The Girl from U.N.C.L.E.), Saison 1, épisode 4 (The Mata Hari Affair) : Sir Terrance Keats
- 1967 : Daniel Boone, Saison 4, épisode 13 (Secret Code) : Colonel Burton
- 1967 : Sur la piste du crime (The F.B.I.), Saison 2, épisode 22 (The Hostage) : Major Damian Sava
- 1967 : Custer, Saison 1, épisode 15 (The Gauntlet) : Colonel Sean Redmond
- 1968-1970 : Madame et son fantôme (The Ghost and Mrs. Muir), 50 épisodes : Capitaine Daniel Gregg
- 1969 : Gidget Grows Up : Alex MacLaughlin
- 1972 : Sur la piste du crime (The F.B.I.), Saison 8, épisode 3 (The Fatal Showdown) : Otto Strasser
- 1972 : Search, Saison 1, épisode 6 (Operation Iceman) : David Pelham
- 1972 : Les Rues de San Francisco (The Streets of San Franciso), Saison 1, épisode 5 (Tower Beyond Tragedy) : Amory Gilliam
- 1974 : Les Rues de San Francisco (The Streets of San Franciso), Saison 3, épisode 6 (One Chance to Live) : Brian Downing
- 1974 : The Lives of Benjamin Franklin, mini-série en 4 épisodes écrite par Howard Fast : épisode 2
- 1974 : Cannon, Saison 3, épisode 20 (Death of a Hunter) : Neal Ray
- 1979 : Galactica, Saison 1, épisode 19 (Experiment in Terra) : John
- 1979 : Pour l'amour du risque (Hart to Hart), Saison 1, épisode 11 (The Man with the Jade Eye) : Arthur Sydney
- 1982-1986 : K 2000  (K 2000), 85 épisodes : Devon Miles
- 1983 : Matt Houston, Saison 1, épisode 14 (Whose Party Is It Anyway?) : Malcolm James Abicromby
- 1986 : Arabesque (Murder, She Wrote), Saison 2, épisode 17 (One Good Bid Deserves a Murder) : Richard Bennett
- 1986 : Arabesque (Murder, She Wrote), Saison 3, épisode 10 (Stage Struck) : Julian Lord
- 1986 : MacGyver, Saison 2, épisode 10 (Three for the Road) : Guy Roberts
- 1987 : Hôtel (Hotel), Saison 4, épisode 22 (All the King's Horses) : Franklin Danforth
- 1991 : K 2000 : La Nouvelle Arme : Devon Miles
- 1997 : Un privé à Malibu (Baywatch Nights), Saison 2, épisode 13 (Frozen Out of Time) : Dr Lancaster